# Bandera de Corea del Sud
La bandera de Corea del Sud s'anomena Taegeukgi. La bandera és blanca, amb un taijitu que simbolitza el yin i el yang, però amb l'equivalent coreà que s'anomena Um Yang i és de color vermell a sobre i blau a sota, que simbolitzen l'inici de tot el món. En les quatre diagonals de la bandera s'hi disposen quatre trigrames del Llibre de les mutacions que representen els quatre elements: la terra, el cel, el foc i l'aigua. Cada símbol té el seu complementari (aire/terra, foc/aigua, yin/yang): aquesta és la idea d'harmonia universal que guia la concepció d'aquesta bandera.
- Geon (☰) = 하늘 (天) = haneul (l'aire), a dalt a l'esquerra
- Ri (☲) = 불 (火) = bul (el foc), a baix a l'esquerra
- Gam (☵) = 물 (水) = mul (l'aigua), a dalt a la dreta
- Gon (☷) = 땅 (地) = ttang (la terra), a baix a la dreta

Creada per Park Yeonghyo (박영효) a l'agost de 1882 en el regnat del rei Gojong de la dinastia Joseon. Va esdevenir oficial el 6 de març de 1948, però les especificacions exactes van ser establides el 15 d'octubre de 1945.